# Auguste Bougon
Pour les articles homonymes, voir Bougon.
Auguste Bougon est un militaire et homme politique français, né le 10 février 1850 et mort le 19 juin 1935 à Noyon (Oise).

## Biographie

### Carrière militaire
Après des études dans des établissements religieux de Noyon, Auguste Bougon est élève à Saint-Cyr, puis participe comme officier d'ordonnance à la Guerre franco-prussienne de 1870, entamant ainsi une carrière militaire dans la cavalerie qui le mènera jusqu'au grade de colonel en 1896.
Il entre dans la vie publique en participant, en qualité de juge au conseil de guerre, à la décision d'acquittement du commandant Esterhazy lors de l'Affaire Dreyfus. C'est d'ailleurs à cause d'une altercation publique qu'il a avec un officier dreyfusard qu'il se voit rayé de l'avancement au grade de général.

### Carrière politique
Admis à la retraite en 1902, alors qu'il commande le 9e régiment de chasseur d'Auch, il est élu immédiatement après député de l'Oise, dans la circonscription de Compiègne, avec un programme de républicain conservateur, obtenant le soutien de la droite monarchiste locale et du clergé.
Son élection, cependant, n'est acquise qu'à 8 voix de majorité contre le radical Ernest Noël, et l'enquête fait apparaître de nombreuses irrégularités et pressions, qui conduisent à l'invalidation de la législative le 30 juin.
Il se représente à l'élection partielle du 28 septembre, mais est battu par Noël. Candidat de nouveau à la députation, et au Sénat, en 1906, il ne parvient pas à se faire élire et se retire la vie politique.
Lors de la Première Guerre mondiale, il demande à reprendre du service et, malgré son âge, est réincorporé avec son grade de colonel.
Après 1918, il prend définitivement sa retraite et décède le 19 juin 1935 dans sa commune de naissance.

## Sources
- « Auguste Bougon », dans le Dictionnaire des parlementaires français (1889-1940), sous la direction de Jean Jolly, PUF, 1960 [détail de l’édition]